# 운명의 날 시계

2025년 현재 운명의 날 시계가 자정 89초 전(23시 58분 31초)을 가리키고 있다.

운명의 날 시계(영어: Doomsday Clock 둠스데이 클락[*])는 미국의 원폭계획 추진 핵 과학자그룹을 중심으로 한 과학자들이 인류에게 핵위협을 경고하기 위해 미국 시카고 대학에서 처음으로 고안한 시계이다. 미국의 비영리 과학자 단체인 《원자과학자회보》에서 발표한다.

## 시각 변화
- 1947년 : 23시 53분 - 최초 발표.
- 1949년 : 23시 57분 - 소비에트 연방이 핵실험에 성공함.
- 1953년 : 23시 58분 - 미국과 소련이 수소 폭탄 실험에 성공함.
- 1960년 : 23시 53분 - 핵무기의 위험에 대한 과학적 협조 및 대중의 이해 증진 및 "대량보복"을 피하기 위한 정치적 행동들에 의해 변경됨. (미국-소련간 충돌 방지 협의, 국제 지구물리학계의 공조, 퍼그워시(Pugwash) 회의 등 과학자들의 행동 등)
- 1963년 : 23시 48분 - 미국과 소비에트 연방(소련)이 부분적 핵실험 금지 조약을 체결.
- 1968년 : 23시 53분 - 프랑스와 중국이 핵실험에 성공. 중동, 인도차이나, 아프리카에서 전쟁의 격화됨.
- 1969년 : 23시 50분 - 미국 상원이 핵 확산 금지 조약을 비준함.
- 1972년 : 23시 48분 - 미국과 소비에트 연방(소련)이 SALT I과 ABM 조약을 체결함.
- 1974년 : 23시 51분 - SALT I에 이은 미국과 소비에트 연방(소련)의 군축교섭은 난항. 인도가 최초의 ‘평화적 핵폭발’에 성공함.
- 1980년 : 23시 53분 - 미국과 소비에트 연방(소련)의 교섭은 정체, 국가주의적인 지역 분쟁과 테러리스트의 위협이 증대되고 남북문제를 의논하게 됨.
- 1981년 : 23시 56분 - 군비 경쟁 시대로. 아프가니스탄, 폴란드, 남아프리카의 인권 억압이 문제됨.
- 1984년 : 23시 57분 - 미국과 소비에트 연방(소련)간 군비 경쟁이 격화됨.
- 1988년 : 23시 54분 - 미국과 소비에트 연방(소련)이 중거리 핵전력 전폐 조약을 체결함.
- 1990년 : 23시 50분 - 동유럽의 민주화, 냉전이 종결됨.
- 1991년 : 23시 43분 - 미국과 소비에트 연방(소련)이 전략적 무기 감축 조약을 체결함.
- 1995년 : 23시 46분 - 소비에트 연방(소련)의 해체 이후 핵무기와 핵무기의 핵 확산에 대한 우려 속에서 세계 군사 지출은 냉전 수준에서 계속됨.
- 1998년 : 23시 51분 - 인도와 파키스탄이 연이어 핵병기 보유를 선언했음.
- 2002년 : 23시 53분 - 미국이 ABM 조약 탈퇴 선언, 테러리스트에 의한 대량파괴병기 사용의 염려가 높아짐.
- 2007년 : 23시 55분 - 조선민주주의인민공화국의 핵실험과 이란의 핵개발 의지.[1]
- 2010년 : 23시 54분 - 핵 무기와 기후 변화에 대해 보다 희망적인 상황이 되어가고 있음.[2]
- 2012년 : 23시 55분 - 핵무기 감축 노력이 제대로 이행되지 않고 기후변화에 효율적으로 대처하지 못했음.[3]
- 2015년 : 23시 57분 - 통제되지 않는 기후 변화와 전 세계적인 핵무기 현대화가 인류에 분명한 위협을 줄 것임.[4]
- 2016년 : 23시 57분 - 이란 핵협상이 타결됐지만 미-중,미-러 갈등이 위험을 야기하고 북한의 4차 핵실험에 주목해야할 것.또한 파리 기후변화 합의는 나름의 성과를 냈지만 기후변화 추세를 변화시키기엔 부족함.[5]
- 2017년 : 23시 57분 30초 - 국가주의의 부활과 트럼프 대통령의 당선, 그리고 트럼프 대통령의 기후 변화 내용으로 30초 앞당김.[6]최초로 초 단위를 사용하였으며, 또한 1953년 이래 제일 가까운 시간임.
- 2018년 : 23시 58분 - 북한이 지난해 핵무기 프로그램에서 상당한 진전을 이룬 것과 미국과 북한의 과장된 레토릭과 도발적인 행동들이 오판이나 사고에 의한 핵전쟁 가능성을 키우고 있음.
- 2019년 : 23시 58분 - 북미정상회담은 진전되었지만 핵전쟁과 기후 변화의 위협에 대처하는데 부족함.
- 2020년 : 23시 58분 20초 - 군축 협정이 중단되고 약화되거나 기후변화 대처에 실패함, 이란과 북한의 핵 프로그램으로 20초 앞당김.
- 2021년 : 23시 58분 20초 - 코로나19로 인하여 핵무기와 기후변화 등 문명 종말의 위협을 관리할 준비가 되있지 않음.
- 2022년 : 23시 58분 20초 - 핵무기 현대화 및 핵문제 위험 증가, 코로나19 변이 바이러스의 발생, 기후변화 목표 달성시키기엔 부족함.
- 2023년 : 23시 58분 30초 - 2022년 러시아의 우크라이나 침공으로 인한 핵 위협. 1953년과 2018년을 넘어 자정에 가장 근접한 시계이다.
- 2024년 : 23시 58분 30초 - 2022년 러시아의 우크라이나 침공과 이스라엘-하마스 전쟁, 핵 위협, 기후변화, 인공지능(Ai)과 같은 파괴적인 기술로 인한 위험.
- 2025년 : 23시 58분 31초 -

## 같이 보기
- 종말론
- 상호확증파괴
- 스발바르 국제 종자 저장고